# Комитет Совета Федерации по международным делам

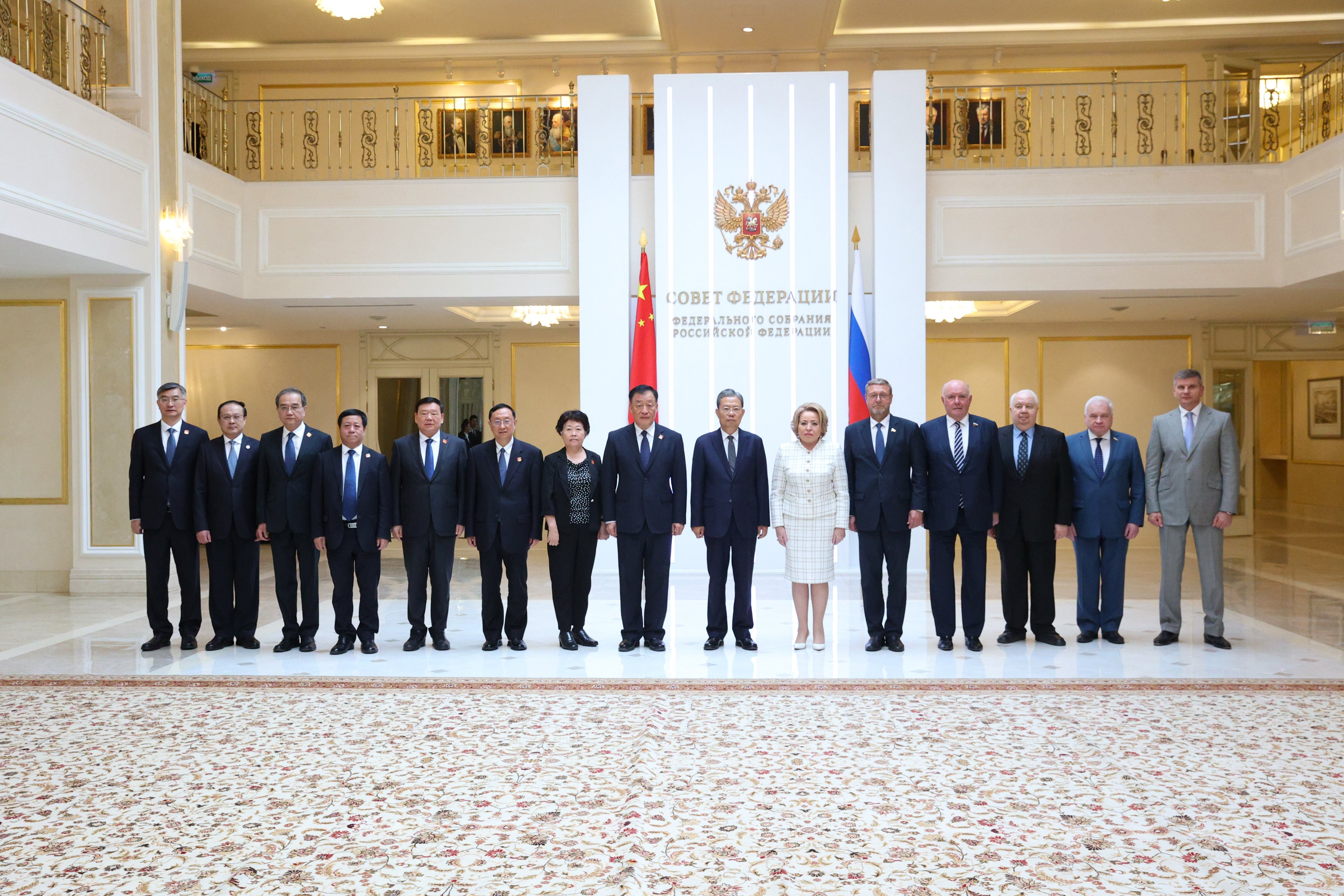
Официальная делегация Всекитайского собрания народных представителей (слева) с председателем Чжао Лэцзи. Матвиенко В.И. и президиум Комитета СФ по международным делам (справа). 9 июля 2024 года

Комитет Совета Федерации по международным делам был сформирован 15 января 1994 года.
Председатель Комитета — Карасин Григорий Борисович. В состав Комитета входят 14 сенаторов — членов Совета Федерации Федерального собрания Российской Федерации.

## Состав Комитета
| №  | Сенатор Российской Федерации | ФИО сенатора | Должность в Комитете | Регион, делегировавший сенатора                                                      |
| -- | ---------------------------- | --- | --- | ------------------------------------------------------------------------------------ |
| 1  |                              | Карасин Григорий Борисович (избран Постановлением Совета Федерации от 17 марта 2021 года, № 87-СФ)                                        | Председатель Комитета | Сенатор РФ от исполнительного органа власти Сахалинской области                      |
| 2  |                              | Денисов Андрей Иванович | Первый заместитель председателя Комитета | Сенатор РФ от исполнительного органа власти Саратовской области                      |
| 3  |                              | Джабаров Владимир Михайлович | Первый заместитель председателя Комитета | Сенатор РФ — представитель от Законодательного собрания Еврейской автономной области |
| 4  |                              | Кисляк Сергей Иванович | Первый заместитель председателя Комитета | Сенатор РФ от исполнительного органа власти Республики Мордовия                      |
| 5  |                              | Климов Андрей Аркадьевич | Заместитель председателя Комитета Председатель комиссии по защите государственного суверенитета и предотвращению вмешательства во внутренние дела РФ | Сенатор РФ от исполнительного органа власти Пермского края                           |
| 6  |                              | Афанасьева Елена Владимировна (введена в Комитет на основании пункта 2 Постановления СФ от 25 сентября 2024 года, № 391-СФ                | Заместитель председателя Комитета | Сенатор РФ от исполнительного органа власти Оренбургской области                     |
| 7  |                              | Жамсуев Баир Баясхаланович (введён в Комитет на основании пункта 2 Постановления СФ от 25 сентября 2024 года, № 391-СФ                    | Заместитель председателя Комитета | Сенатор РФ от исполнительного органа власти Забайкальского края                      |
| 8  |                              | Карелин Александр Александрович | Член Комитета | Сенатор РФ — представитель от Законодательного собрания Новосибирской области        |
| 9  |                              | Кондратьев Алексей Владимирович | Член Комитета | Сенатор РФ от исполнительного органа власти Курской области                          |
| 10 |                              | Косачев Константин Иосифович | Вице-спикер Совета Федерации России | Сенатор РФ от исполнительного органа власти Республики Марий Эл                      |
| 11 |                              | Кресс Виктор Мельхиорович | Член Комитета | Сенатор РФ от исполнительного органа власти Томской области                          |
| 12 |                              | Никитин Александр Валерьевич | Член Комитета | Сенатор РФ от Тамбовской областной думы                                              |
| 13 |                              | Никонорова Наталья Юрьевна(введена в Комитет Постановлением Совета Федерации от 25 сентября 2023 года, №552-СФ)                           | Член Комитета | Сенатор РФ от исполнительного органа власти Донецкой Народной Республики             |
| 14 |                              | Отке Анна Ивановна (введена в состав Комитета на основании части третьей Постановления Совета Федерации от 11 октября 2023 года, №576-СФ) | Член Комитета | Сенатор РФ от исполнительного органа власти Чукотского автономного округа            |

## Вопросы Комитета
К вопросам ведения Комитета по международным делам относятся:
- законодательное обеспечение внешнеполитического курса Российской Федерации и выполнения ею международных обязательств;
- ратификация и денонсация международных договоров Российской Федерации;
- предварительное рассмотрение вопроса о возможности использования Вооруженных Сил Российской Федерации за пределами территории Российской Федерации;
- предварительное обсуждение и внесение на рассмотрение Совета Федерации представленной Президентом Российской Федерации для проведения консультаций кандидатуры на должность руководителя федерального органа исполнительной власти (федерального министра), ведающего вопросами иностранных дел;
- консультации по назначению и отзыву дипломатических представителей Российской Федерации в иностранных государствах и международных организациях;
- подготовка проектов обращений и заявлений Совета Федерации по актуальным вопросам внешней политики Российской Федерации;
- рассмотрение вопросов защиты государственного суверенитета и предотвращения вмешательства во внутренние дела Российской Федерации;
- совершенствование нормативно-правовой базы двустороннего и многостороннего сотрудничества с государствами — участниками Содружества Независимых Государств;
- участие в законодательном обеспечении интеграционных процессов на евразийском пространстве, в том числе в рамках Евразийского экономического союза;
- развитие парламентской составляющей в рамках международных объединений, участницей которых является Российская Федерация;
- подготовка предложений по созданию благоприятных условий для укрепления российского присутствия на мировых рынках и содействию расширению внешнеэкономических связей;
- содействие развитию межрегионального и приграничного сотрудничества субъектов Российской Федерации;
- разработка предложений по вопросу поддержки проживающих за рубежом соотечественников в осуществлении их прав, обеспечении защиты их интересов и сохранении общероссийской культурной идентичности;
- рассмотрение вопросов государственной миграционной политики в части визового обеспечения въезда в Российскую Федерацию и выезда из Российской Федерации, режима пребывания в России иностранных граждан и лиц без гражданства;
- развитие межпарламентского сотрудничества Совета Федерации с парламентами (палатами парламентов) иностранных государств и международными парламентскими организациями;
- рассмотрение проектов соглашений о межпарламентском сотрудничестве между Советом Федерации и парламентами (палатами парламентов) иностранных государств;
- подготовка предложений по формированию делегаций Совета Федерации в международных парламентских организациях, а также российских частей двусторонних межпарламентских комиссий и групп по сотрудничеству с парламентами (палатами парламентов) иностранных государств;
- рассмотрение вопросов направления за рубеж делегаций Совета Федерации и их полномочий, приема в Совете Федерации делегаций парламентов (палат парламентов) иностранных государств и международных парламентских организаций[39].